# Bimbisara
Bimbisara fue un rey de Magadha, que reinó entre el 540 y el 493 a. C. aproximadamente. Fue uno de los reyes más poderosos de la India.

## Nombre sánscrito
- bimbisāra, en el sistema AITS (alfabeto internacional para la transliteración del sánscrito).[1]
- बिम्बिसार, en escritura devanagari del sánscrito.[1]
- Bimbashara-o, en idioma japonés
- Pronunciación:
  - /bimbisára/ en sánscrito[1] o bien
  - /bimbisár/ o /bimbishár/ en varios idiomas modernos de la India (como el bengalí, el hindí, el maratí o el palí).
- Etimología: ‘esencia de la fruta bimba’[1]
  - bimba: fruta roja de sabor dulce (Momordica monadelpha), del género Momordica

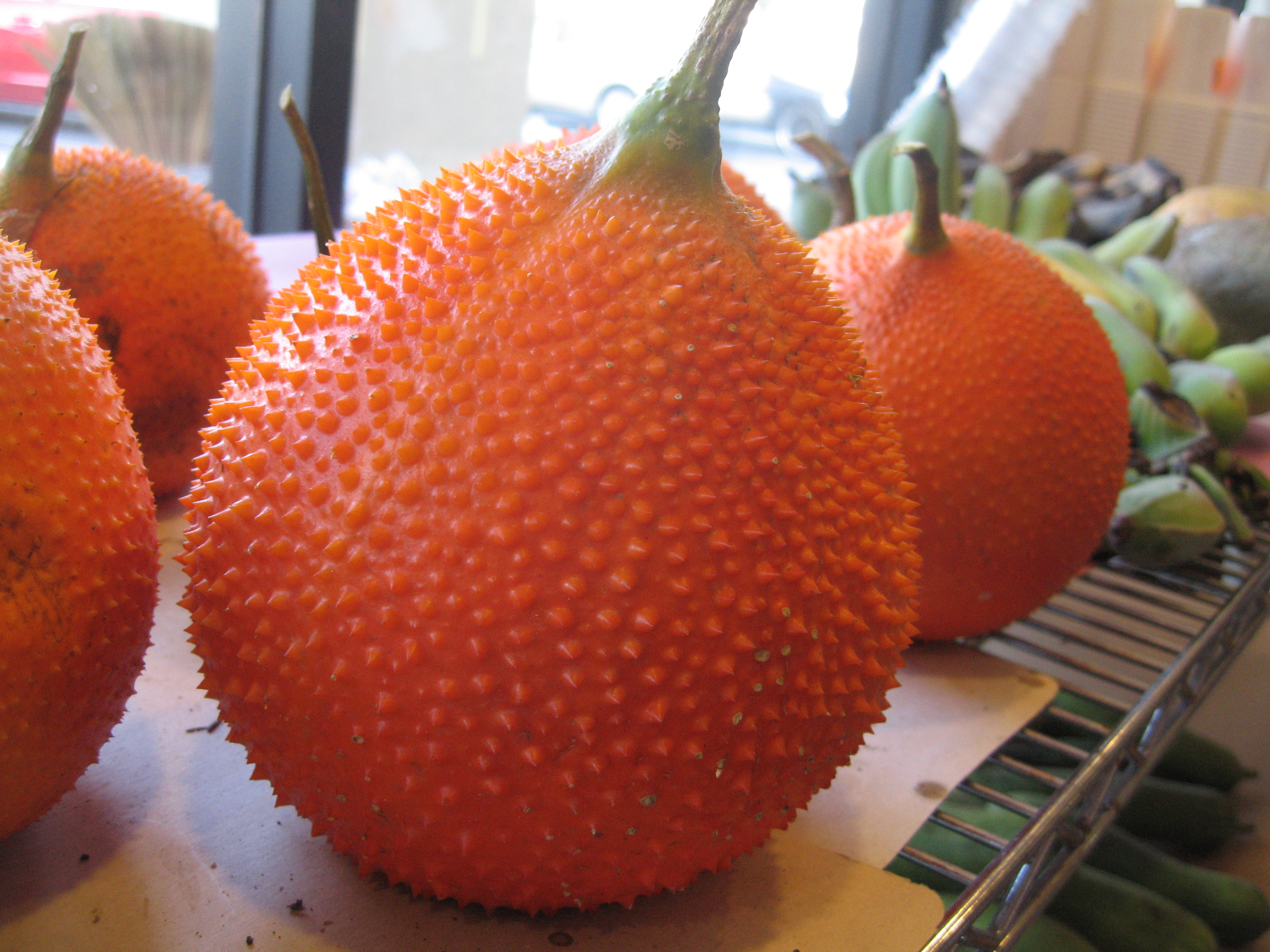
Frutas bimba maduras. El nombre Bimbisara significa ‘zumo de bimba’.

  - sāra: esencia, néctar, zumo.

## Biografía
Bimbisara fue el padre de Áyata Shatru y un devoto seguidor de Gautama Buda (448-368 a. C.). La tradición dice que cuando Buda recién dejó su casa para buscar la iluminación, arribó a Rash Grija (‘casa del rey’), la capital del reino de Magadha, en donde su aspecto noble llamó la atención del rey Bimbisara, quien le ofreció riquezas y la comandancia de sus ejércitos. Buda rechazó el ofrecimiento, explicando que él solo buscaba la iluminación. Bimbisara entonces le solicitó a Buda que una vez que encontrara la verdad que estaba buscando, volviera para enseñársela. Después de que Buda alcanzara la iluminación, regresó a Magadha y Bimbisara se convirtió en su seguidor. Bimbisara donó a Buda el Monasterio del Bosque de Bambú. Hizo construir una escalera de piedras que llegaba a lo alto del Pico del Águila, cerca de Raya Grija, donde Buda a menudo pernoctaba.
De acuerdo con el texto Sobre la destrucción del orden, el hijo de Bimbisara, Áyata Shatrú, inducido por Devadatta, puso a su padre en prisión y tomó el trono de Magadha. Más tarde cuando Áyatashatru cayó gravemente enfermo, Bimbisara sintió lastima por él. Áyata Shatru, arrepentido de sus acciones, envió a sus guardias a liberar a su padre. Bimbisara, pensando que estos iban para torturarlo, se suicidó. De acuerdo con otra fuente, Ajatashatru mató a su padre, o lo mató de hambre en prisión. Incluso otras dicen que Bimbisara descubrió los planes de su hijo y, al verlo tan obsesionado con el poder, simplemente abdicó voluntariamente al trono a favor de su hijo.
Durante el reinado de Bimbisara, Magadha se convirtió en el imperio más poderoso de la India. Anexionó el estado de Anga (Bengala), situado al este de Magadha, de gran importancia económica por su puerto, al que ingresaban al río Ganges los barcos del sur de la India. Aumentó su influencia con enlaces matrimoniales con los reinos vecinos. Su primera esposa fue la hija del rey de Kosala. Dedicó gran atención a la administración y a las obras públicas. Construyó la nueva capital de Rashgrija, en sustitución de la antigua Guiri Vrasha. No se conocen las razones, aunque quizá fueran económicas o estratégicas.